# Пьянковия супротивнолистная
Пьянковия супротивнолистная, или Пьянковия короткая (лат. Pyankovia brachiata), — вид травянистых растений рода Пьянковия (Pyankovia) семейства Амарантовые (Amaranthaceae).

## Ботаническое описание
Однолетнее травянистое растение, прижато-пушистое и кроме того негусто усаженное очень длинными (3—4 мм длиной) жестковатыми отстоящими членистыми волосками, впоследствии иногда почти голое. Стебель 7—30 см высотой, прямостоячий, редко почти простой, обыкновенно же от основания ветвистый, с длинными приподнимающимися, за исключением лишь самых верхних, супротивными, по большей части простыми ветвями. Листья, за исключением самых верхних, также супротивные, более или менее значительно отставленные одна пара от другой, мясистые, полуцилиндрически-нитевидные, при основании немного расширенные, на кончике с коротким, нередко отстающим шипиком, 1—2,5 см длиной, редко более и 1,5—2,5 мм шириной; прицветные — более короткие и относительно широкие.
Прицветники сходны с ними, но ещё короче, яйцевидно-ланцетовидные, вогнутые, почти одинаковой длины с цветками, которые скучены по 2—3 в пазухах супротивных и также верхних очерёдных листьев. Околоцветник во время цветения с ланцетовидными, длинно-заострёнными, в средней части коричневыми, по краям беловато-плёнчатыми, снаружи коротко- и прижато-пушистыми долями 3—4 мм длиной и 1—2 мм шириной; при плодах они снабжены широкими, прикрывающими одно другое своими краями, горизонтально отклоненными буроватыми крыльями 3—5 мм длиной и 6—8 мм шириной. Тычинки с пыльниками снабженными на верхушке плёнчатым ложкообразным придатком, который немного уже и почти вдвое короче пыльника. Плоды вертикальные.

## Распространение и экология
Юг Восточной Европы, Крым, Предкавказье, юг Западной Сибири, Центральная Азия. Растёт на солонцах и солончаках, в солонцеватых степях, на гипсоносных глинистых склонах.

## Значение и применение
Растение развивается обычно в больших массах и представляет хороший осенний и зимний верблюжий корм. Плодущие экземпляры содержат до 10 % белка.

## Синонимы
- Anabasis oppositifolia Schrad. (1809), nom. illeg.
- Climacoptera brachiata (Pall.) Botsch. (1956) — Климакоптера супротивнолистная
- Halimocnemis rezniczenkoana Litv. (1910)
- Halimocnemis tianschanica Litv. (1910)
- Halogeton oppositifolius Fenzl (1851)
- Salsola brachiata Pall. (1803)basionym — Солянка супротивнолистная
- Salsola pallasiana Vest ex Schult. (1820)
- Salsola pulla K.Koch (1849)